# Unterseeboot 301
Le Unterseeboot 301 (ou U-301) est un sous-marin allemand (U-Boot) de type VII.C utilisé par la Kriegsmarine (marine de guerre allemande) pendant la Seconde Guerre mondiale.

## Construction
L'U-301 est un sous-marin océanique de type VII C. Construit dans les chantiers de Flender Werke AG à Lübeck, la quille du U-301 est posée le 12 février 1941 et il est lancé le 25 mars 1942. L'U-301 entre en service un mois et demi plus tard.

## Historique
Mis en service le 9 mai 1942, l'Unterseeboot 301 reçoit sa formation de base à Kiel au sein de la 5. Unterseebootsflottille jusqu'au 30 septembre 1942, puis l'U-301 intègre sa formation de combat à Brest en France avec la 1. Unterseebootsflottille. Au 1er janvier 1943, l'U-301 est affecté à la formation de combat de la 29. Unterseebootsflottille à La Spezia en Italie.
L'U-301 effectue trois patrouilles sous les ordres du Kapitänleutnant  Willy-Roderich Körner, promu le 1er août 1942, dans lesquelles il n'a ni coulé, ni endommagé de navire ennemi au cours de ses 52 jours en mer.
Pour sa première patrouille, il quitte le port de Kiel le 1er octobre 1942. Il contourne par le nord les îles Britanniques et poursuit jusqu'au centre de l'Atlantique Nord. Après 38 jours en mer, il arrive à la base sous-marine de Brest le 7 novembre 1942.
Le 3 décembre 1942, pour sa deuxième patrouille, il quitte Brest pour rejoindre La Spezia en Italie, en passant par le détroit de Gibraltar dans la nuit du 8 au 9 décembre 1942.

Le 12 décembre 1942, un court-circuit provoque un incendie à bord conduisant l'U-Boot à écourter sa mission. Après 12 jours en mer, l'U-301 arrive à La Spezia le 14 décembre 1942.
L'U-301 appareille le 20 janvier 1943 de La Spezia pour sa troisième patrouille. Après deux jours en mer, l'U-301 est coulé en Méditerranée à l'ouest de Bonifacio en Corse à la position géographique de 41° 27′ N, 7° 04′ E par des torpilles tirées du sous-marin britannique HMS Sahib.
Il y a un survivant parmi les 46 membres d'équipage.

## Affectations successives
- 5. Unterseebootsflottille à Kiel du 9 mai au 30 septembre 1942 (entrainement)
- 1. Unterseebootsflottille à Brest du 1er octobre au 31 décembre 1942 (service actif)
- 29. Unterseebootsflottille à La Spezia du 1er au 21 janvier 1943 (service actif)

## Commandement
- Oberleutnant zur See, puis Kapitänleutnant  Willy-Roderich Körner du 9 mai 1942 au 21 janvier 1943

## Patrouilles
|       | Commandant                  | Départ           | Départ    | Arrivée          | Arrivée   | Jours    | Succès |
| ----- | --------------------------- | ---------------- | --------- | ---------------- | --------- | -------- | ------ |
| 1     | Kplt. Willy-Roderich Körner | 1er octobre 1942 | Kiel      | 7 novembre 1942  | Brest     | 38 jours |        |
| 2     | Kplt. Willy-Roderich Körner | 3 décembre 1942  | Brest     | 14 décembre 1942 | La Spezia | 12 jours |        |
| 3     | Kplt. Willy-Roderich Körner | 20 janvier 1943  | La Spezia | 21 janvier 1943  | Coulé     | 2 jours  |        |
| Total | Total                       | Total            | Total     | Total            | Total     | 52 jours | 0 t    |

Note : Kplt. = Kapitänleutnant

### Opérations Wolfpack
L'U-301 a opéré avec les Wolfpacks (meute de loups) durant sa carrière opérationnelle.
1. Panther (11 octobre 1942 - 16 octobre 1942)
2. Puma (16 octobre 1942 - 26 octobre 1942)
3. Südwärts (24 octobre 1942 - 26 octobre 1942)

## Navires coulés
L'Unterseeboot 301 n'a ni coulé, ni endommagé de navire ennemi au cours des trois patrouilles (52 jours en mer) qu'il effectua.

### Source et bibliographie
- (en) Cet article est partiellement ou en totalité issu de l’article de Wikipédia en anglais intitulé « German submarine U-301 » (voir la liste des auteurs).
- Chris Bishop, historien militaire (trad. de l'anglais par Christian Muguet), Les sous-marins de la Kriegsmarine : 1939-1945 : le guide d'identification des sous-marins [« The spellmount submarine identification guide : Kriegsmarine U-boats 1939-1945 »], Paris, Éd. de Lodi, 2008, 192 p. (ISBN 978-2-84690-327-1, OCLC 470721805, BNF 41298980)